# The Return of the Black Death
The Return of the Black Death, pubblicato nel 1998 dalla Cacophonous Records, è il secondo LP della band Melodic Black metal/Christian metal Antestor.
Negli USA ne sono state vendute oltre 20,000 copie.

## Tracce
1. Vinterferden - 1:21
2. A Sovereign Fortress - 4:54
3. Svartedauens Gjenkomst - 4:42
4. Sorg - 6:14
5. The Bridge Of Death - 5:32
6. Gamlelandet - 6:14
7. Kilden - Lik En Endelos Elv - 6:23
8. Kongsblod - 5:50
9. Battlefield - 5:59
10. Ancient Prophecy - 8:00
11. Ildnatten - 2:05

## Formazione

### Gruppo
- Kjetil Molnes - voce (aka Martyr)
- Svein Sander - batteria (aka Armoth)
- Vegard Undal (aka Gard) - basso
- Lars Stokstad (aka Vemod) - chitarra